# バナメイエビ
バナメイエビ（学名: Litopenaeus vannamei）は、クルマエビ科に属するエビの1種。東太平洋原産で、食用として広く漁獲・養殖されている。英語名（Whiteleg shrimp）を和訳したシロアシエビともよばれる。

## 形態
全長は最大230mm、頭胸部長は90mm。成体は水深72m以浅の海洋に、稚エビは河口域に生息する。額角は中くらいの長さで背側に7から10の鋸歯があり、腹側には2-4の鋸歯がある。

## 分布
バナメイエビの原産地は東太平洋で、メキシコのソノラ州からペルー北部に至る沿岸である
。年間を通して水温20℃以上の海域にのみ生息する。

## 漁獲と養殖
20世紀の間、本種はメキシコの近海漁業と遠洋でのトロール漁の双方において重要であった。20世紀末には、養殖業の利用が漁獲を上回った。養殖はパナマで捕獲された個体を使用し、1973年にフロリダで始められた。
ラテンアメリカでは、本種の養殖は水温の上がるエルニーニョ現象に際しては生産高のピークを迎えるが、水温の下がるラニーニャ現象に際しては病気の影響で減少する。
本種の生産高は、ホワイトスポット病、タウラ症候群、伝染性皮下造血器壊死症、バキュロウイルス性中腸腺壊死症及びビブリオ属感染などの病気に感染しやすいことに制約される。このほか、急性肝膵臓壊死症にも感受性が高く、致死率が高い。淡水を含む低塩分の水、高密度、病気への耐性では比較的すぐれ、養殖方法が確立した1990年代には中国、東南アジアを含む世界中で養殖がおこなわれるようになった。2004年までに世界での本種の生産高は1,116,000 tに達し、ブラックタイガーのそれを上回った。
2010年にはグリーンピース・インターナショナルが本種を「シーフードレッドリスト」（世界中のスーパーマーケットで販売されている魚介類のうち、持続不可能な漁獲法に由来する恐れが高いもののリスト）に加えた。グリーンピースによる理由はいくつかの国での広大なマングローブ林の破壊、エビ養殖場に供給するための稚エビの乱獲、著しい人権侵害である。
餌は主に甲殻類など。カニや小さめのエビなどが多く使われている。

### 日本での扱い
日本ではクルマエビの近縁種の1つとして重視されている。東南アジアのエビ養殖業者が、養殖の対象をブラックタイガーからバナメイエビに変更するにつれ、日本での取扱量も増加している。日本ではむき身に加工して「むきえび」として流通することがある。
2013年に、日本各地のホテルやレストランでバナメイエビを、同じクルマエビ科の「シバエビ」と表示して調理し、メニューに掲載していたことが、食材偽装問題時に発覚した。
2020年10月に、沖縄県大宜味村の養殖場でタイから輸入したバナメイエビ約10万尾が大量死する事件が起き、検査の結果急性肝膵臓壊死症 (AHPND) に感染していたことが判明した。日本で AHPND の発生が判明したのはこれが初めてであり、感染エビの処分や養殖場の消毒が行われた。

## 参照
1. 1 2 3 4 5  “Penaeus vannamei (Boone, 1931)”. Species Fact Sheets.  FAO. 2011年6月8日閲覧。
2. 1 2 3 4 5  “Penaeus vannamei (Boone, 1931)”. Cultured Aquatic Species Information Programme.  FAO. 2011年6月8日閲覧。
3. ↑  マルハニチロホールディングス. “バナメイエビ”. おさかなギャラリー. 2013年11月5日閲覧。
4. 1 2  Greenpeace International Seafood Red list
5. ↑  “バナメイエビを「芝エビ」、各地で不適切表示”. 読売新聞. (2013年10月30日).  オリジナルの2013年11月2日時点におけるアーカイブ。 2013年11月5日閲覧。
6. ↑  “沖縄でエビ大量死　国内初の特定伝染病　蔓延なら重大損害”.  産経新聞 (2020年10月19日). 2020年10月19日閲覧。

注釈
1. ↑  baculoviral midgut gland necrosis